# 移籍市場2017-2018 (ロードレース)
UCIワールドチームに所属する自転車ロードレース選手の2018年所属チーム一覧。()内は2017年所属チーム、または2018年の所属チーム。

## AG2R・ラ・モンディアル

### 新加入
- ベノート・コンスネフロイ　(ネオプロ)
- クレメント・ヴェントゥリーニ　(コフィディス)
- トニー・ガロパン　(ロット・ソウダル)
- シルヴァン・ディリエ　(BMC)

### 退団
- クリストフ・リブロン　(未定)
- ドメニコ・ポッツォヴィーヴォ　(バーレーン・メリダ)
- ソンドレ・ホルストエンゲル　(イスラエル・サイクリングアカデミー)
- ユーゴ・ウル　(アスタナ)

### 契約更新
- ロマン・バルデ
- オリバー・ナーセン
- ピエール・ラトゥール
- ベン・ガスタウアー
- アクセル・ドモン
- フランソワ・ビダール
- アレクシー・ヴュイエルモーズ
- ミカエル・シェレル
- ゲディミナス・バグドナス

## アスタナ・プロチーム

### 新加入
- オマール・フライレ　(チーム・ディメンションデータ)
- マグナス・コルト・ニールセン　(オリカ・スコット)
- ダヴィデ・ヴィッレッラ　(キャノンデール・ドラパック)
- ヤン・ヒルト　(CCC・スプランディ・ポルコウィチェ)

### 退団
- パオロ・ティラロンゴ　(引退)

### 契約更新
- ヤコブ・フグルサング
- ダリオ・カタルド
- ルイス・レオン・サンチェス
- バクティヤール・コジャタイェフ

## バーレーン・メリダ

### 新加入
- ゴルカ・イサギレ　(モビスター)
- マテイ・モホリッチ　(UAE チーム・エミレーツ)
- クリスティアン・コレン　(キャノンデール・ドラパック)
- ヘルマン・ペルンシュタイナー　(アンプランズBMC)
- ドメニコ・ポッツォヴィーヴォ　(AG2R)

### 契約更新
- ソニー・コルブレッリ

## BMC・レーシング

### 新加入
- ネイサン・ファン・ホーイドンク　(BMCデヴェロップメントチーム)
- アルベルト・ベッティオール　(キャノンデール・ドラパック)
- ユルヘン・ルーランツ　(ロット・ソウダル)
- サイモン・ジェラン　(オリカ・スコット)

### 退団
- マヌエル・クインツィアート　(引退)
- ダニエル・オス　(ボーラ)
- アマエル・モワナール　(フォルテュネオ・オスカロ)
- マヌエル・センニ　(バルディアーニ・CSF)
- シルヴァン・ディリエ　(AG2R)
- ベン・ヘルマンス　(イスラエル・サイクリングアカデミー)

### 契約更新
- リッチー・ポート
- ミヒャエル・シェーア
- ブレント・ブックウォルター
- アレッサンドロ・デ・マルキ
- ダニーロ・ウィス
- フランシスコ・ベントソ
- ジョイ・ロスコプフ
- ジャン＝ピエール・ドラッカー
- ダミアーノ・カルーゾ

## ボーラ＝ハンスグローエ

### 新加入
- ダニエル・オス　(BMC)
- ピーター・ケノー　(スカイ)
- ダヴィデ・フォルモロ　(キャノンデール・ドラパック)

### 契約更新
- サム・ベネット
- ミハエル・シュワルツマン
- クリストフ・フィングステン
- リュディガー・ゼーリッヒ
- マッテオ・ペルッキ

## キャノンデール・ドラパック

### 退団
- アンドリュー・タランスキー　(引退)
- アルベルト・ベッティオール　(BMC)
- クリスティアン・コレン　(バーレーン・メリダ)
- ダヴィデ・フォルモロ　(ボーラ)
- ダヴィデ・ヴィッレッラ　(アスタナ)
- トム＝イェルト・スラフテル　(チーム・ディメンションデータ)
- ライアン・マレン　(トレック・セガフレード)
- ワウテル・ウィッペルト　(ルームポット)
- ディラン・ファンバールレ　(スカイ)

### 契約更新
- リゴベルト・ウラン
- マイケル・ウッズ
- ピエール・ロラン
- セプ・ファンマルク

## チーム・ディメンションデータ

### 新加入
- ニコラス・ディラミニ　(ディメンションデータ・フォー・クベカ)
- ルイス・メインチェス　(UAE)
- ジュリアン・ヴェルモト　(クイックステップ)
- トム＝イェルト・スラフテル　(キャノンデール・ドラパック)

### 退団
- タイラー・ファラー　(引退)
- オマール・フライレ　(アスタナ)
- ネイサン・ハース　(カチューシャ・アルペシン)

### 契約更新
- スティーヴ・カミングス
- ジャック・ヤンセ・ファン・レンズブルフ
- ジェイ・トムソン
- ヤコブス・フェンター
- ヨハン・ファンジル

## FDJ

### 新加入
- ラモン・シンケルダム　(サンウェブ)
- ゲオルク・プライドラー　(サンウェブ)
- ベンジャミン・トーマス　(アルミエ・デ・テッレ)
- ヴァレンティン・マドゥアス　(無所属)
- ロマン・セイグル　(無所属)
- ブルーノ・アルミラール　(無所属)

### 退団
- セドリック・ピノー　(引退)
- オドクリスティアン・エイキング　(ワンティ・グループゴベール)
- ケヴィン・レザ　(ヴィタル・コンセプト)
- マルク・フルニエ　(ヴィタル・コンセプト)
- ヨアン・ルボン　(ヴィタル・コンセプト)
- ロレンゾ・マンザン　(ヴィタル・コンセプト)
- ジェレミー・メゾン　(フォルテュネオ・オスカロ)

### 契約更新
- イグナタス・コノヴァロヴァス
- ミカエル・ドラージュ
- ベノワ・ヴォグルナール
- マチュー・ラダニュ
- ダニエル・ホーエルゴール

## ロット・ソウダル

### 新加入
- イェンス・クークレール　(オリカ・スコット)
- ローレンス・ナーセン　(WB・ヴランクラシック)
- ビョルフ・ランブレヒト　(無所属)
- ヴィクトール・カンペナールツ　(ロットNL・ユンボ)

### 退団
- トニー・ガロパン　(AG2R)
- ユルヘン・ルーランツ　(BMC)
- クリス・ボックマンス　(ヴィタル・コンセプト)
- ルイ・ヴルヴァーク　(サンウェブ)

### 契約更新
- マキシム・モンフォール
- イェル・ファネンデルト

## モビスター

### 新加入
- エドゥアルド・セプルベダ　(フォルテュネオ・オスカロ)
- ジェイミー・ロソン・ガルシア　(カハ・ルラル)
- ミケル・ランダ　(スカイ)
- ハイメ・カストリロ　(無所属)

### 退団
- アドリアーノ・マローリ　(引退)
- ゴルカ・イサギレ　(バーレーン・メリダ)
- ホナタン・カストロビエホ　(スカイ)
- ローリー・サザーランド　(UAE)
- アレックス・ダウセット　(カチューシャ・アルペシン)
- ホセ・エラダ　(コフィディス)
- ヘスス・エラダ　(コフィディス)

### 契約更新
- ホルヘ・アルカス
- ネルソン・オリヴェイラ
- アントニオ・ペドレロ・ロペス
- ナイロ・キンタナ

## オリカ・スコット

### 新加入
- マッテオ・トレンティン　(クイックステップ)
- ミケル・ニエベ　(スカイ)
- キャメロン・マイヤー　(無所属)
- ジャック・バウアー　(クイックステップ)
- ルーカス・ハミルトン　(ミッチェルトン・スコット)

### 退団
- イェンス・クークレール　(ロット・ソウダル)
- マグナス・コルト・ニールセン　(アスタナ)
- ルーベン・プラサ　(イスラエル・サイクリングアカデミー)
- サイモン・ジェラン　(BMC)

### 契約更新
- スヴェイン・タフト
- マシュー・ヘイマン
- クリストファー・ユールイェンセン
- マイケル・ヘップバーン
- サム・ビューリー
- ジャック・ヘイグ

## UAE チーム・エミレーツ

### 新加入
- アレクサンダー・クリストフ　(カチューシャ・アルペシン)
- ローリー・サザーランド　(モビスター)
- ダニエル・マーティン　(クイックステップ)
- スヴェンエリック・ビストラム　(カチューシャ・アルペシン)
- アリャクサンドル・リャブシェンコ　(無所属)

### 退団
- マテイ・モホリッチ　(バーレーン・メリダ)
- ルイス・メインチェス　(チーム・ディメンションデータ)
- アンドレア・グアルディーニ　(バルディアーニ・CSF)

### 契約更新
- マッテオ・ボーノ
- クリスティアン・デュラセック
- ロベルト・フェラーリ
- シモーネ・ペティッリ
- シモーネ・コンソーニ
- ヴァレリオ・コンティ
- マルコ・マルカート

## クイックステップ・フロアーズ

### 新加入
- ジョナタン・ナルバエス　(アクセオン・ハーゲンズ・ベルマン)
- フロリアン・セネシャル　(コフィディス)
- エリア・ヴィヴィアーニ　(スカイ)
- ファビオ・ヤコブセン　(SEGレーシング)
- ミカエル・モルコフ　(カチューシャ・アルペシン)
- ジェームス・ノックス　(チーム・ウィギンス)

### 退団
- マルティン・ヴェリトス　(引退)
- マッテオ・トレンティン　(オリカ・スコット)
- マルセル・キッテル　(カチューシャ・アルペシン)
- ダビド・デ・ラ・クルス　(スカイ)
- ジュリアン・ヴェルモト　(チーム・ディメンションデータ)
- ダニエル・マーティン　(UAE)
- ジャック・バウアー　(オリカ・スコット)
- ジャンルーカ・ブランビッラ　(トレック・セガフレード)

### 契約更新
- ジュリアン・アラフィリップ
- マキシミリアーノ・リケーゼ
- フェルナンド・ガビリア
- フィリップ・ジルベール
- ピーター・スライ
- イーリョ・ケイセ
- ニキ・テルプストラ
- ファビオ・サバティーニ
- ティム・デ・クレルク
- ドリス・デヴェナインス
- エンリク・マス
- ゼネク・スティバル

## チーム・カチューシャ・アルペシン

### 新加入
- ネイサン・ハース　(チーム・ディメンションデータ)
- イアン・ボズウェル　(スカイ)
- マッテオ・ファブロ　(フリウーリ)
- マルセル・キッテル　(クイックステップ)
- アレックス・ダウセット　(モビスター)
- ステフ・クラス　(無所属)

### 退団
- アンヘル・ビシオソ　(引退)
- アレクサンダー・クリストフ　(UAE)
- レイン・タラマエ　(ディレクト・エネルジー)
- ミカエル・モルコフ　(クイックステップ)
- スヴェンエリック・ビストラム　(UAE)

### 契約更新
- イルヌール・ザカリン
- シモン・シュピラック
- ティアゴ・マシャド
- ジョゼ・ゴンサルヴェス
- パヴェル・コチェトコフ
- マクシム・ベルコフ
- ヨナタン・レストレポ
- レト・ホレンシュタイン

## チーム・ロットNL・ユンボ

### 新加入
- パスカル・エンコーロン　(BMCデヴェロップメントチーム)
- ニールソン・パウェルス　(アクセオン・ハーゲンズ・ベルマン)
- セップ・クス　(ラリー・サイクリング)
- ダニー・ファン・ポッペル　(スカイ)

### 退団
- ユルヘン・ヴァンデンブロック　(引退)
- ヴィクトール・カンペナールツ　(ロット・ソウダル)

### 契約更新
- クーン・ボウマン
- ポール・マルテンス
- ブラム・タンキンク

## チーム・スカイ

### 新加入
- ダビド・デ・ラ・クルス　(クイックステップ)
- ホナタン・カストロビエホ　(モビスター)
- イーガン・アルレー・ベルナル・ゴメス　(アンドローニ・ジョカットーリ)
- パヴェル・シヴァコフ　(BMCデヴェロップメントチーム)
- クリストファー・ハルヴォルセン　(ジョーカー)
- クリストファー・ローレス　(アクセオン・ハーゲンズ・ベルマン)
- ディラン・ファンバールレ　(キャノンデール・ドラパック)

### 退団
- ピーター・ケノー　(ボーラ)
- ミケル・ニエベ　(オリカ・スコット)
- イアン・ボズウェル　(カチューシャ・アルペシン)
- ミケル・ランダ　(モビスター)
- エリア・ヴィヴィアーニ　(クイックステップ)
- ダニー・ファン・ポッペル　(ロットNL)

### 契約更新
- クリス・フルーム
- ゲラント・トーマス
- ミハウ・クフィアトコフスキ
- クリスティアン・クネース
- イアン・スタナード
- ミハウ・ゴワシュ

## チーム・サンウェブ

### 新加入
- マルティン・サスヴェルド　(ルームポット)
- ルイ・ヴェルヴァーク　(ロット・ソウダル)
- エドワード・トゥーンス　(トレック)
- ジャイ・ヒンドレイ　(ミッチェルトン・スコット)
- マイケル・ストアラー　(ミッチェルトン・スコット)

### 退団
- ラモン・シンケルダム　(FDJ)
- ゲオルク・プライドラー　(FDJ)
- ワレン・バルギル　(フォルテュネオ・オスカロ)
- ベルト・デ・バッケル　(ヴィタル・コンセプト)
- シンドレ・ショースタッドルンケ　(フォルテュネオ・オスカロ)
- ジーコ・ワイテンス　(ヴランダース・ウィレムス・クレーラン)

### 契約更新
- トム・デュムラン
- ソーレンクラーク・アンデルセン
- サム・オーメン
- ローレンス・テンダム
- ニキアス・アルント
- マックス・ヴァルシャイト
- ヨハネス・フレーリンガー
- チャド・ハガ
- ロイ・クルフェルス

## トレック・セガフレード

### 新加入
- ライアン・マレン　(キャノンデール・ドラパック)
- アレックス・フラム　(JLT・コンドル)
- ジャンルーカ・ブランビッラ　(クイックステップ)
- ニキアス・エイグ　(ヴェロコンセプト)

### 退団
- アイマル・スベルディア　(引退)
- アルベルト・コンタドール　(引退)
- ヘスス・エルナンデス　(引退)
- エドワード・トゥーンス　(サンウェブ)

### 契約更新
- ファビオ・フェリーネ
- ジュリアン・ベルナール
- キール・レイネン